# Rodrigo Souza Leão
Rodrigo Antonio de Souza Leão (Rio de Janeiro, 4 de novembro de 1965 – 2 de julho de 2009) foi um jornalista, músico, poeta, prosador e pintor brasileiro.

## Biografia
Foi autor de livros como Todos os cachorros são azuis (virou peça teatral adapta por Ramon Mello), Me roubaram uns dias contados (romance póstumo que será adaptado para o cinema[carece de fontes?]), O esquizoide — Coração na boca" (romance póstumo que será adaptado para o cinema por Felipe Bragança[carece de fontes?]), Há flores na pele e Carbono pautado, entre outros. Foi um dos autores premiados no Prêmio São Paulo, categoria Melhor Livro, em 2008.
Foi vocalista da banda Pátria Armada e fundador e coeditor da Zunái — Revista de Poesia & Debates.
Na pintura, deixou inúmeros quadros inspirados na chamada Geração 80.